# Talk (Mineral)
Das Mineral Talk (IMA-Symbol Tlc), in pulverisierter Form auch als Talkum bekannt, ist ein sehr häufig vorkommendes Schichtsilikat mit der chemischen Zusammensetzung Mg3[(OH)2|Si4O10] und damit chemisch gesehen ein Magnesiumsilikathydrat.
Talk kristallisiert je nach Modifikation als Talk-1A im triklinen oder als Talk-2M im monoklinen Kristallsystem und entwickelt überwiegend blättrige, massige bzw. derbe Mineral-Aggregate, sehr selten auch makroskopisch erkennbare, tafelige oder pseudotrigonal-pyramidale Kristalle von meist mattweißer oder blassgrüner Farbe. Ebenso findet sich Talk in Form von Pseudomorphosen nach Quarz oder Anthophyllit.
Talk gehört zu den gesteinsbildenden Mineralen in der Epizone der kristallinen Schieferreihe und ist Hauptbestandteil des Specksteins (auch Steatit).

## Etymologie und Geschichte
Speckstein und damit auch Talk sind bereits seit dem Altertum bekannt. Sprachwissenschaftler vermuten, dass die Bezeichnung ursprünglich aus der persischen Sprache stammt und dann über das arabische talq in den gesamten indogermanischen Sprachraum übernommen wurde. Einige oberdeutsche Dialekte verwenden noch heute die Bezeichnungen „talket“ und „talkert“ zur Beschreibung der Eigenschaft weich bzw. unfest.

## Klassifikation
In der veralteten 8. Auflage der Mineralsystematik nach Strunz gehörte der Talk zur Mineralklasse der „Silikate“ und dort zur Abteilung der „Schichtsilikate (Phyllosilikate)“, wo er zusammen mit Pyrophyllit die „Pyrophyllit-Talk-Gruppe“ mit der Systemnummer VIII/E.04 und dem weiteren Mitglied Minnesotait bildete.
In der zuletzt 2018 überarbeiteten Lapis-Systematik nach Stefan Weiß, die formal auf der alten Systematik von Karl Hugo Strunz in der 8. Auflage basiert, erhielt das Mineral die System- und Mineralnummer VIII/H.09-040. Dies entspricht ebenfalls der Abteilung „Schichtsilikate“, wo Talk zusammen mit Ferripyrophyllit, Kegelit, Macaulayit, Minnesotait, Pyrophyllit und Willemseit eine unbenannte Gruppe mit der Systemnummer VIII/H.09 bildet.
Die von der International Mineralogical Association (IMA) zuletzt 2009 aktualisierte 9. Auflage der Strunz’schen Mineralsystematik ordnet den Talk in die erweiterte Klasse der „Silikate und Germanate“, dort aber ebenfalls in die Abteilung der „Schichtsilikate“ ein. Diese ist allerdings weiter unterteilt nach der Struktur der Schichtenbildung, so dass das Mineral entsprechend seinem Aufbau in der Unterabteilung „Schichtsilikate (Phyllosilikate) mit Glimmertafeln, zusammengesetzt aus tetraedrischen und oktaedrischen Netzen“ zu finden ist, wo es nur noch zusammen mit Minnesotait und Willemseit die „Talkgruppe“ mit der Systemnummer 9.EC.05 bildet.
In der vorwiegend im englischen Sprachraum gebräuchlichen Systematik der Minerale nach Dana hat Talk die System- und Mineralnummer 71.02.01.03. Dies entspricht der Klasse der „Silikate“ und dort der Abteilung „Schichtsilikate“, wo das Mineral zusammen mit Brinrobertsit, Ferripyrophyllit, Minnesotait, Pyrophyllit, Willemseit eine die „Pyrophyllit-Talk-Gruppe“ mit der Systemnummer 71.02.01 innerhalb der Unterabteilung „Schichtsilikate: Schichten von sechsgliedrigen Ringen mit 2:1-Lagen“ zu finden ist.

## Kristallstruktur

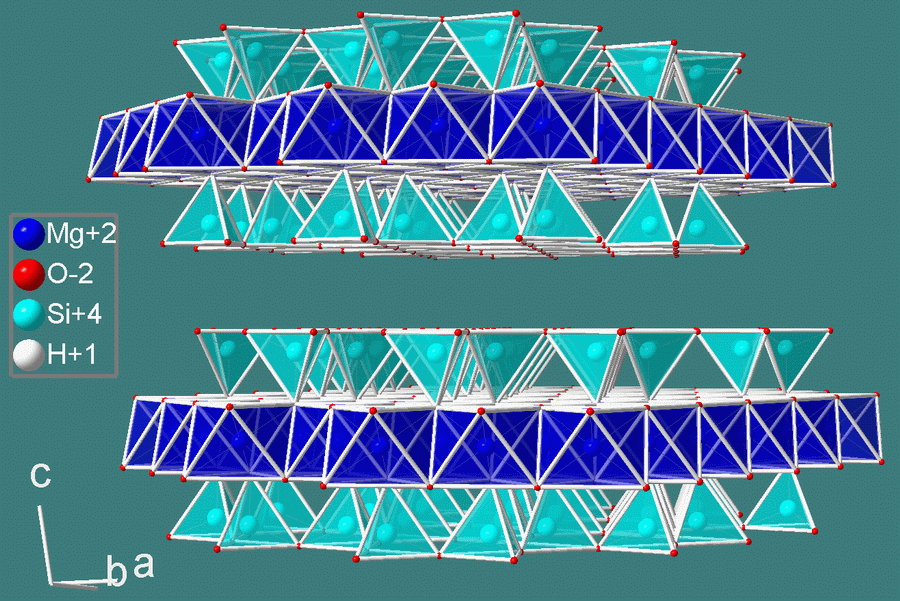
Kristallstruktur von Talk

Talk-1A kristallisiert triklin in der Raumgruppe P1 (Raumgruppen-Nr. 2) mit den Gitterparametern a = 5,291 Å; b = 9,460 Å; c = 5,290 Å; α = 98,68°; β = 119,90° und γ = 85,27° sowie zwei Formeleinheiten pro Elementarzelle.
Talk-2M kristallisiert monoklin in der Raumgruppe C2/c (Nr. 15) mit den Gitterparametern a = 5,287 Å; b = 9,158 Å; c = 18,95 Å und β = 99,30° sowie vier Formeleinheiten pro Elementarzelle.

## Eigenschaften

### Farbe

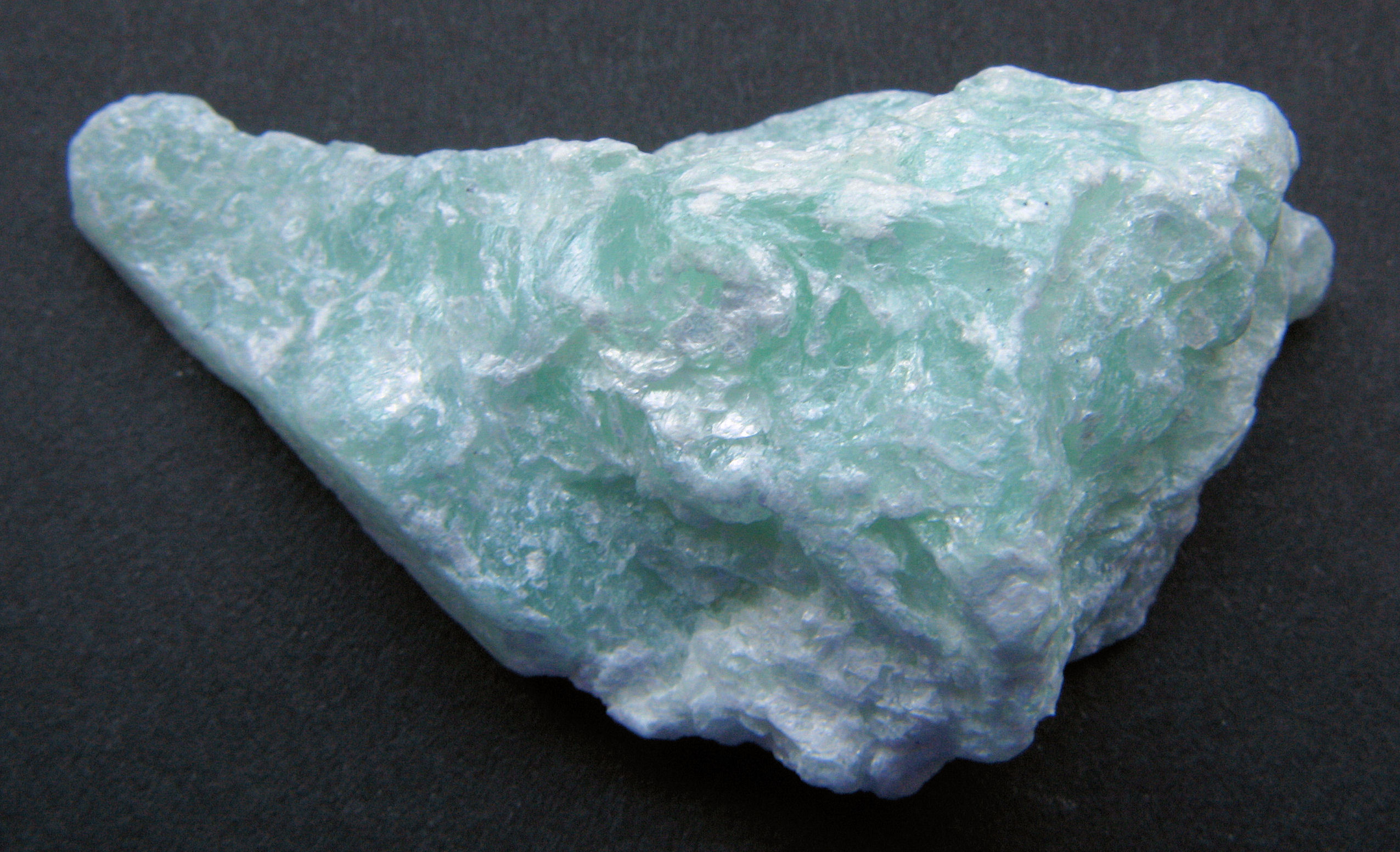
Derbes, grünweißes Talk-Aggregat

Reiner Talk ist farblos oder durch Gitterbaufehler bzw. mikrokristalline Ausbildung in massigen Aggregaten weiß. Durch Fremdbeimengungen kann er aber auch von grauer, hell- bis dunkelgrüner oder gelblicher Farbe sein. Als Mineralgemenge im Speckstein sind weitere Farbvarianten möglich.
Eine grünliche Farbe kann ein Hinweis auf den möglichen Einbau von Fe2+ durch Einlagerung von Minnesotait sein.

### Physikalische und chemische Eigenschaften
Talk besitzt die geringstmögliche Mohshärte 1 und ist damit ein Referenzmineral auf der Mohs’schen Härteskala. Die geringe Härte lässt sich durch die schwachen Van-der-Waals-Kräfte erklären, welche die Schichtstapel zusammenhalten.
Das Mineral ist wasserabweisend und fühlt sich seifig oder fettig an, daher wird es synonym oft auch als Speckstein bezeichnet.
In blättrigen und grobschuppigen Aggregatformen zeigt Talk eine sehr vollkommene Spaltbarkeit mit perlmuttähnlichem Glanz auf den Spaltflächen. In dünnen Blättchen ist Talk durchsichtig bis durchscheinend. Einzelne Blättchen sind milde biegsam. Auch in Bezug auf optische und sonstige Eigenschaften ist Talk den Glimmern sehr ähnlich.
Zermahlen ist Talk ein weiches, feines Pulver (Talkum). Dies hat üblicherweise eine Korngröße von zumeist ca. 25 µm bis ungefähr 75 µm.
Talk ist ein schlechter Leiter für Wärme und Elektrizität. Vor dem Lötrohr blättert sich das Mineral durch die Hitzeeinwirkung auf, leuchtet stark und wird nach dem Austreiben des Kristallwassers feuerfest. Seine Mohshärte steigt dabei auf 6. Beim Erhitzen auf über 800 °C, genauer zwischen 800 und 840 °C, zerfällt Talk (Mg3Si4O10(OH)2) in die Minerale Cristobalit (SiO2) und Enstatit (Mg2[Si2O6]) sowie Wasserdampf (H2O) entsprechend der Reaktionsgleichung:
{\displaystyle \mathrm {2\ Mg_{3}Si_{4}O_{10}(OH)_{2}\ {\xrightarrow {800-840\,{}^{\circ }C}}\ 2\ SiO_{2}+3\ Mg_{2}Si_{2}O_{6}+2\ H_{2}O} }

## Modifikationen und Varietäten
Der seit 1979 nicht mehr als eigenständiges Mineral angesehene Kerolith wird heute als die grüne, nickelhaltige Varietät des Talkes angesehen.

## Bildung und Fundorte

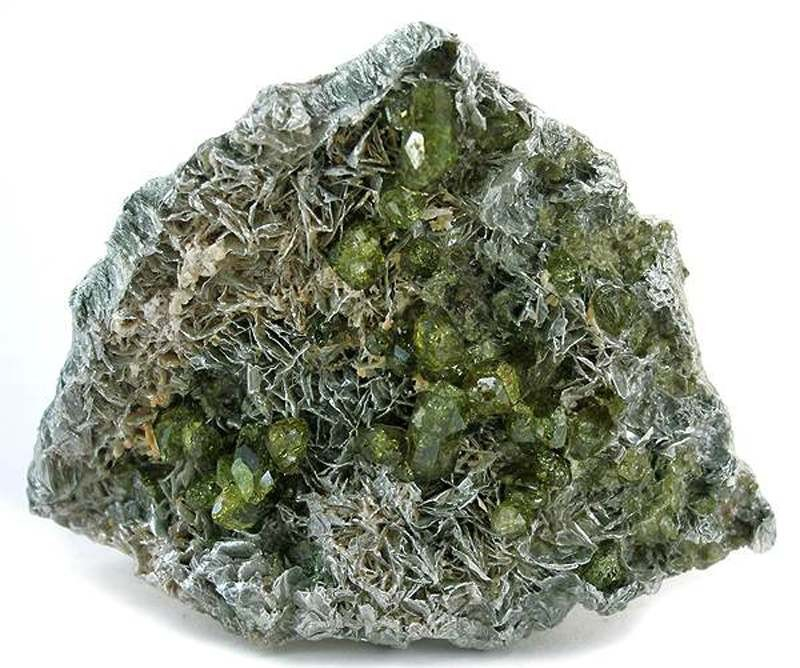
Grüne Vesuvianitkristalle auf weißem, blättrigem Talk aus den Belvidere Mountains im US-Bundesstaat Vermont

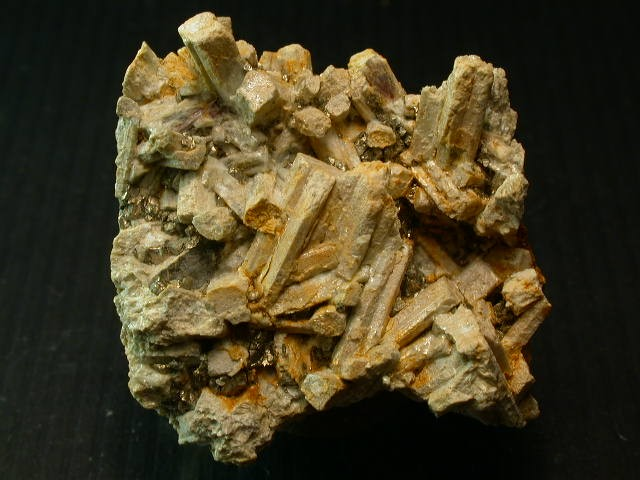
35 mm × 34 mm große Kristallgruppe von Talk-Pseudomorphosen nach Antophyllit

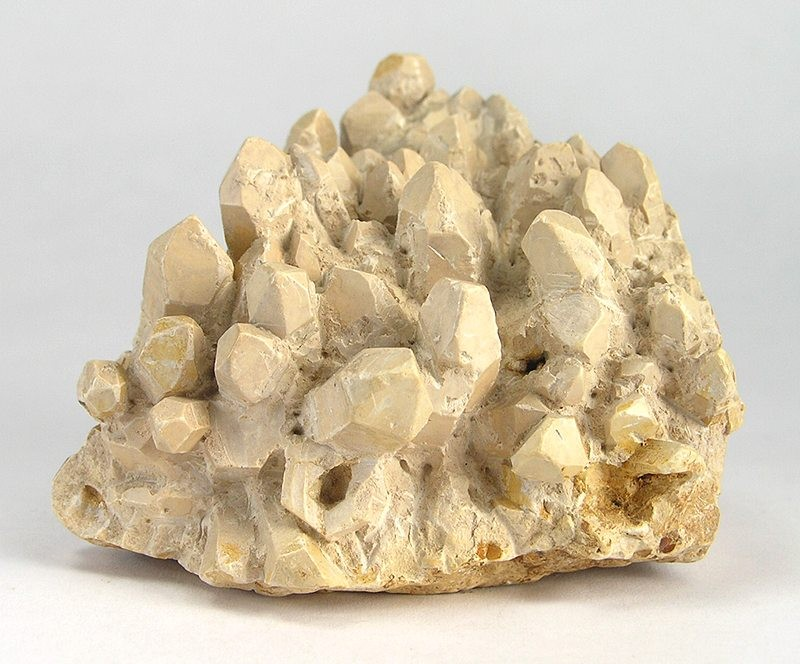
Pseudomorphose von Talk nach Quarz aus der Specksteingrube Göpfersgrün im bayrischen Fichtelgebirge
(Größe: 7,0 cm × 5,5 cm × 4,9 cm)

Talk bildet sich meist sekundär durch Umwandlung von aluminiumoxidfreien bzw. -armen Mineralen wie beispielsweise Olivinen oder Enstatit, aber auch metamorphen Gesteinen wie z. B. Marmor, Metaultrabasiten und Dolomit bis etwa 500 °C oder hydrothermal in Gängen. Begleitminerale sind unter anderem Aktinolith, Anthophyllit, Calcit, Chlorite, Dolomit, Pyroxene, Serpentine, Tremolit und Vermiculit.
Weltweit sind bisher (Stand: 2011) fast 2300 Fundorte bekannt. Erwähnenswert sind unter anderem die Fundorte Brumado im brasilianischen Bundesstaat Bahia, wo tafelige Kristalle von bis zu zwei Zentimetern Größe gefunden wurden, sowie das Gotthardmassiv in der Schweiz mit Funden von Pseudomorphosen nach Quarz.
In Deutschland tritt das Mineral unter anderem im Schwarzwald in Baden-Württemberg, im Frankenland, Niederbayern und der Oberpfalz in Bayern, im hessischen Odenwald, im niedersächsischen und thüringischen Harz, im Sauerland und Siegerland in Nordrhein-Westfalen, an mehreren Fundpunkten in Rheinland-Pfalz, im Erzgebirge und in der Oberlausitz in Sachsen sowie im Thüringer Wald auf. In Österreich wird Talk in zwei Bergbaubetrieben in der Steiermark abgebaut. Ein Tagebau befindet sich im zur Gemeinde Pöllau gehörenden Rabenwald. Der dort gewonnene Talk wird in einem Werk in Oberfeistritz verarbeitet. In der Gemeinde Weißkirchen befindet sich ein untertägiger Abbau von Talk und ein weiteres Verarbeitungswerk.
Weitere ergiebige Fundorte (drei oder mehr Regionen) sind unter anderem in Australien, Brasilien, der Volksrepublik China, Finnland, Frankreich, Indien, Italien, Japan, Kanada, Madagaskar, Mexiko, Namibia, Norwegen, Peru, Russland, Sambia, Schweden, der Schweiz, Simbabwe, der Slowakei, Spanien, Südafrika, Südkorea, Ungarn, den Vereinigten Staaten sowie im Vereinigten Königreich (Großbritannien).
Auch in Gesteinsproben vom Mittelatlantischen Rücken und vom Roten Meer sowie in der Nähe der japanischen Forschungsstation Shōwa-Station in der Antarktis konnte Talk nachgewiesen werden.
Der weltweit größte Förderer von Talk ist die Talc de Luzenac, die zur Imerys-Gruppe gehört. Global wurden 2020 ca. 7,6 Millionen Tonnen Talk abgebaut. Größte Abbauländer waren China und Indien, sowie Brasilien, die USA und Südkorea. Einen Überblick über die globalen Abbaumengen gibt die folgende Tabelle.
| Land                   | Abbaumenge in t | Abbaumenge in t | Abbaumenge in t | Abbaumenge in t | Abbaumenge in t |
| Land                   | 2016            | 2017            | 2018            | 2019            | 2020            |
| ---------------------- | --------------- | --------------- | --------------- | --------------- | --------------- |
| Argentinien            | 16.266          | 15.330          | 13.072          | 10.000          | 2.304           |
| Australien             | 111.000         | 120.000         | 130.000         | 140.800         | 110.000         |
| Österreich             | 123.040         | 123.558         | 127.866         | 124.184         | 123.000         |
| Bhutan                 | 2.261           | 1.293           | 2.042           | 1.375           | 972             |
| Brasilien              | 494.157         | 500.000         | 660.000         | 650.000         | 650.000         |
| Kanada                 | 199.000         | 215.000         | 279.000         | 243.000         | 153.293         |
| Volksrepublik China    | 2.000.000       | 1.800.000       | 2.000.000       | 2.450.000       | 2.000.000       |
| Kolumbien              | 103             | 2.374           | 2.062           | 1.708           | 717             |
| Ägypten                | 14.300          | 15.000          | 25.000          | 22.000          | 20.000          |
| Finnland               | 345.739         | 354.819         | 374.398         | 329.891         | 278.331         |
| Frankreich             | 450.000         | 470.000         | 450.000         | 400.000         | 400.000         |
| Guatemala              | 2.733           | 1.982           | 2.187           | 10              | 2.000           |
| Indien                 | 1.292.893       | 1.652.367       | 1.682.825       | 1.748.963       | 1.750.000       |
| Iran                   | 87.899          | 86.514          | 73.259          | 49.650          | 61.665          |
| Italien                | 165.000         | 165.000         | 165.000         | 160.000         | 165.000         |
| Japan                  | 375.000         | 365.000         | 160.000         | 160.000         | 160.000         |
| Nordkorea              | 40.000          | 40.000          | 40.000          | 40.000          | 30.000          |
| Südkorea               | 592.247         | 434.292         | 348.648         | 330.250         | 475.764         |
| Mexiko                 | 17.263          | 7.129           | 8.448           | 7.202           | 29.122          |
| Nepal                  | 1.860           | 7.096           | 8.658           | 7.813           | 2.719           |
| Nigeria                | 667             | 1.897           | 2.668           | 6.630           | 8.404           |
| Nordmazedonien         | 729             | 478             | 559             | 0               | 0               |
| Pakistan               | 125.985         | 152.279         | 141.504         | 156.935         | 150.009         |
| Peru                   | 29.379          | 42.123          | 47.309          | 43.974          | 37.938          |
| Portugal               | 11.699          | 13.600          | 10.144          | 12.901          | 9.751           |
| Russland               | 20.000          | 20.000          | 12.500          | 48.000          | 104.000         |
| Saudi-Arabien          | 42.000          | 44.000          | 46.000          | 48.000          | 48.000          |
| Slowakei               | 800             | 14.000          | 43.000          | 70.100          | 91.600          |
| Südafrika              | 23.576          | 58.776          | 102.142         | 135.430         | 92.318          |
| Spanien                | 0               | 11.500          | 15.500          | 13.100          | 13.000          |
| Sudan                  | 4.250           | 4.000           | 4.000           | 2.000           | 0               |
| Taiwan                 | 250             | 0               | 17              | 6               | 0               |
| Thailand               | 103.926         | 61.436          | 58.676          | 14.564          | 38.146          |
| Türkei                 | 203.214         | 474.482         | 284.216         | 92.077          | 143.470         |
| Vereinigtes Königreich | 2.997           | 3.218           | 1.640           | 3.131           | 2.000           |
| Vereinigte Staaten     | 578.000         | 610.000         | 648.000         | 578.000         | 490.000         |
| Uruguay                | 290             | 100             | 420             | 50              | 520             |
| Summe                  | 7.478.523       | 7.888.643       | 7.970.760       | 8.100.944       | 7.644.043       |

## Verwendung

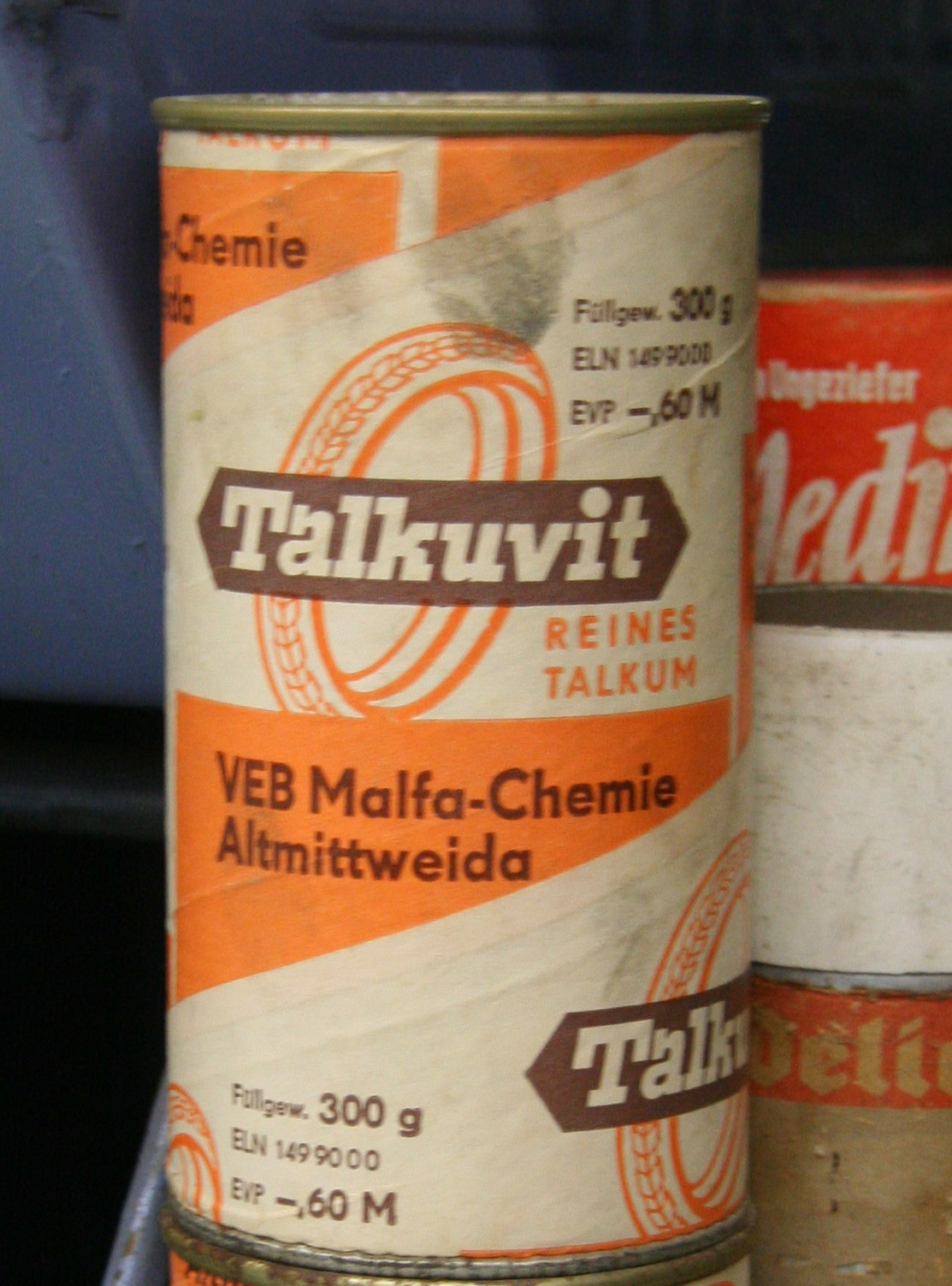
Talkuvit – 300-g-Streudose für (Zweirad-)Reifen

Talk ist aufgrund seiner besonderen Eigenschaften (weich, wasserabweisend) vielseitig verwendbar und wird bevorzugt in pulverisierter Form als Gleitmittel mit geringer Scheuerwirkung eingesetzt oder Stoffen beigemengt, um ihnen wasserabweisende oder abdichtende Eigenschaften zu verleihen.

### Technik
Fein gemahlen wird Talk – dann oft als Talkum bezeichnet – zum einen als Füllstoff in der industriellen Erzeugung von Papier und Zellstoff, Farben und Lacken, sowie Gummi-, Kunststoff- und Keramikwaren verwendet. Talkum wird weiters als Trennmittel in elektrischen Kabeln (zwischen verschiedenen Elementen der Isolierung und Hülle) verwendet, in Fahrzeugbereifung mit Schlauch, an Elastomeren wie etwa der Gummilippendichtung von Autotüren, als helles Gleitmittel für Ladenführungen aus Kunststoff oder Holz. Talkum hat den Vorzug heller Farbe und guter Auswaschbarkeit aus Kleidung, während schwarzes Graphitpulver eher zum Schmieren von Metall-Metall-Gleitflächen dient, die ohnedies schon alleine zu dunkler Abfärbung neigen.
Die Kunststoffindustrie verwendet Füllstoffe auf Basis von Talkum beispielsweise bei der Produktion von Polyolefinen, wie Polyethylen hoher Dichte (HDPE) oder Polypropylen (PP), etwa für Anwendungen in der Auto- oder Bauindustrie. Ende der 1960er-Jahre wurden erstmals talkumgefüllte (TV) und glasfaserverstärkte (GFV) Produkte auf Polypropylenbasis angeboten. Mit Talkum gefüllte Polypropylencompounds werden seit etwa 1975 verwendet. Der Gehalt an Talk kann 7–55 % betragen.
Talk und gemahlener Speckstein ist Rohstoff und Hauptbestandteil der technischen Keramik Steatit, eines in der Elektrotechnik häufig verwendeten Isoliermaterials, zum Beispiel in Sicherungs-Schmelzeinsätzen und Isolatoren.
Bei der normgerechten Staubdichtigkeitsprüfung von elektrischen Betriebsmitteln zur Bestimmung der Schutzart wird in der Regel Talkum als Teststaub verwendet.

### Kosmetik- und Medizinprodukte
Talkumpuder wird bei vielen Produkten auf Puderbasis in der Kosmetik eingesetzt wie beispielsweise in Babypuder und anderen Körper- und Gesichtspudern wie Kompaktpuder, Bronzer, Deo-Puder, Rouge oder Kajalstiften und Liplinern. Früher puderten Eltern ihre Kinder in der Windelgegend, um die Haut zu trocknen und Hautrötungen oder einer Windeldermatitis vorzubeugen. Aufgrund von inzwischen weit verbreiteten modernen, saugstarken Einwegwindeln ist das Pudern der Windelgegend bei Babys inzwischen unnötig.
In der Medizin wird es zur Pleurodese (gewollte, permanente Verklebung von Lungen- und Brustfell) verwendet (Talkumpleurodese). Es wird speziell für medizinische Zwecke hergestellt. Eine weitere Besonderheit besteht in einer definierten Körnchengröße. Dadurch wird die Migration (Wanderung) des Talkumpulvers in andere Gewebe vermieden.
Außerdem wird Talkum bzw. Talcum in der Pharmaindustrie sowohl als Pudergrundlage als auch als Gleitmittel bei der Tablettenherstellung verwendet. Es wird in der Zahnmedizin als Füllstoff für starre Abformmaterialien wie beispielsweise thermoplastische Kompositionsmassen verwendet. Talkumpuder wird auch bei der Herstellung von Diaphragmen, Kondomen und („gepuderten“) Latexhandschuhen als Trennmittel benutzt, wenn nicht andere Trenn- oder Gleitmittel verwendet werden.
Für medizinische und kosmetische Zwecke eingesetztes Talk soll nach Vorgaben des Gesetzgebers steril und „asbestfrei“ sein. Jedoch ist die oft zum Nachweis von Asbest eingesetzte Polarisationslichtmikroskopie anderen Verfahren, z. B. Transmissionselektronenmikroskopie (TEM), hinsichtlich der Sensitivität unterlegen. Entsprechend konnte die Food and Drug Administration 2019 mittels TEM in 9 der 52 talkhaltigen Kosmetika Asbest nachweisen. 7 der 9 asbesthaltigen Kosmetika hätten bei Testung mittels Polarisationslichtmikroskopie fälschlich als „asbestfrei“ gegolten. Durch eine aus Mitarbeitern acht verschiedener US-amerikanischer Behörden zusammengesetzte Arbeitsgruppe wurden im Dezember 2021 in einem White Paper Forderungen hinsichtlich einer Verbesserung und Standardisierung der Nachweismethoden für Asbest in talkhaltigen Verbrauchsartikel und der Einführung von Qualitätssicherungsmaßnahmen formuliert.
Der Begriff „asbestfrei“ ist zudem anhand eines Grenzwertes definiert, d. h. auch nach gesetzlicher Vorgabe legal als „asbestfrei“ deklarierte Talkumpräparate können eine Restmenge Asbest enthalten. Je nach Definition können so als „asbestfrei“ geltende Talk-Produkte bis zu 0,5 % Asbest enthalten. Ferner finden in manchen Ländern, z. B. den USA, keine behördlichen Kontrollen statt, sondern es wird auf eine freiwillige Selbstkontrolle der Industrie gesetzt. Es bestehen jedoch keine behördlichen Möglichkeiten, asbesthaltige Produkte vom Markt nehmen zu lassen.

### Kunst

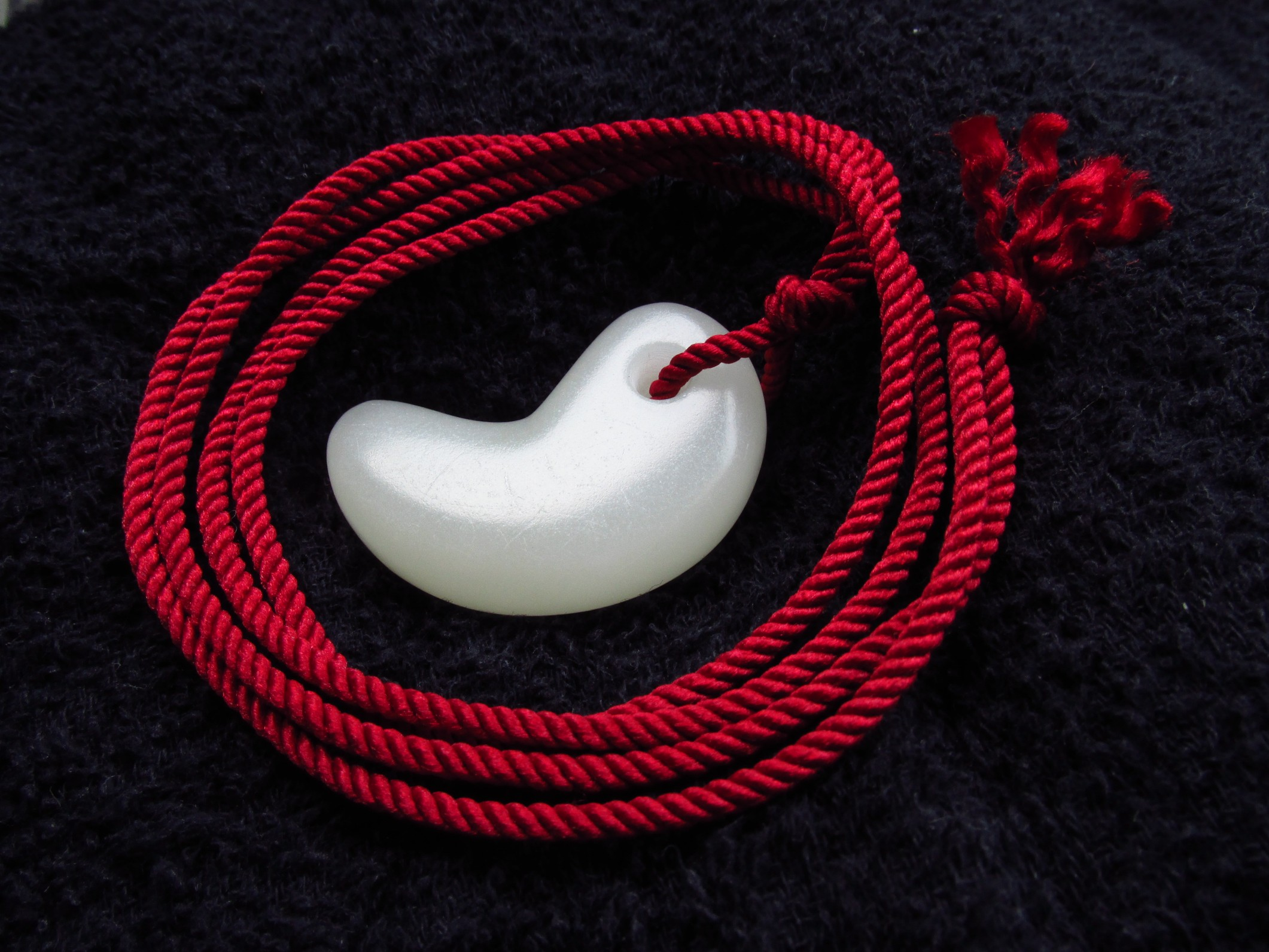
Anhänger aus weißem Talk

In der Bildenden Kunst ist Talk als Hauptbestandteil des Werkstoffs Speckstein bekannt. Gelegentlich wird er trotz seiner Weichheit auch zu Schmucksteinen verarbeitet.

### Lebensmittel
In der Lebensmitteltechnologie findet Talk als Trennmittel und Trägersubstanz (für Farbstoffe) Verwendung. Es ist in der EU als Lebensmittelzusatzstoff mit der Nummer E 553b zugelassen.

### Weitere Verwendungen (Auswahl)
- Talk dient als Trockenschmier- und Trennmittel
  - beim Gerätturnen (am Reck, Barren, Pferd …) zur schweißtoleranten Trocknung der Hände. Beim Klettern findet Talkumpuder hingegen keine Anwendung; es wird das als Magnesia bzw. Chalk bekannte Magnesiumcarbonat benutzt, um hohen Reibbeiwert zu erreichen.
  - zur Verhinderung der Verklebung von Latex- bzw. Gummi-Produkten wie beispielsweise Fahrradreifen und Schläuche, Luftballons und geflochtener Bungee-Seile aus Latexfäden, um das „Fressen“ an Berührungsstellen zu verhindern
  - zum Schmieren der Bein- und Arm-Manschetten von Trockentauchanzügen, um sie leichter überziehen zu können[31]
  - zum Glätten von stumpfen Tanzflächen und zur Behandlung von klebenden Spielkarten
  - zur Verhinderung von quietschenden Schuhen durch die Reibung der Wechselsohle mit der Brandsohle
  - als Trennmittel beim Gießen von Zinnfiguren in der Form, damit sich die Figur später leichter herauslösen lässt
  - als Ausbruchsicherung bei der Ameisenhaltung im Formicarium
  - bei den Spunden von gedackten Orgelpfeifen aus Holz in Form von Talkum
- Aufgrund seiner nur geringen Scheuerwirkung dient Talkum als Grundlage besonders schonender Scheuermittel.
- Talkum wird auch als Streckmittel für Marihuana eingesetzt, damit dieses schwerer wird und auf den ersten Blick harziger aussieht. Das Rauchen von mit Talkum gestrecktem Marihuana soll jedoch hochgradig gesundheitsgefährdend sein. In einem Einzelfall festgestellte Nebenwirkungen waren Kopfschmerzen, Übelkeit/Erbrechen, Husten, Atemwegserkrankungen, Kreislaufprobleme und Zittern.[32]
- Trägerstoff für Pestizide (Insektenpulver)
- Trägerstoff für Farbe bei Holi-Festen
- Schneiderkreide, als 3- oder 4-eckige, abgerundete Scheiben mit bis zu 60 mm Seitenlänge und flach auslaufendem Rand oder typisch 4 mm dicke Minen in Minenhaltern, weiß oder verschiedenfarbig eingefärbt
- Markierkreide auf rauem, oxidiertem Metall
- Bestandteil von Buntstiften

## Vorsichtsmaßnahmen und Risiken

### Einatmen des Pulvers
Das Einatmen von feinem Talkpulver kann zu Entzündungen in den peripheren Atemwegen führen, die zu sogenannten Fremdkörpergranulomen führen können (siehe auch: Pneumokoniose). Das Bundesinstitut für Risikobewertung empfiehlt zudem ein Verbot der Verwendung von Babypuder, weil das feine Pulver bei kleinen Kindern zu schweren Lungenschäden führen kann, wenn es versehentlich in größerer Menge eingeatmet wird. Aufzeichnungen belegen seit den frühen 1980er Jahren, dass mehrere Tausend Kleinkinder jedes Jahr sterben bzw. ernsthaft erkranken, nachdem sie versehentlich Puderstaub eingeatmet hatten. Die Verwendung von talkumhaltigen Produkten sollte daher möglichst komplett vermieden werden.

### Granulombildung auf der Haut
Granulombildung erfolgt auch auf der Haut, wenn zu grobkörniges Puder (Partikelgröße > 100 µm) angewendet wird. Dies ist besonders bei offenen Wunden problematisch.

### Krebs
Mit einer möglichen Krebsgefahr befassen sich seit Jahrzehnten etliche Studien und Gegenstudien. Gesundheitliche Probleme sind bei faserhaltigem Talkum zu erwarten, das eine ähnliche Wirkung wie Asbest hat. Faserhaltiges Talkum darf daher zu pharmazeutischen Zwecken nicht eingesetzt werden. Zudem konnte auch nachgewiesen werden, dass Talkpartikel Tumoren in den Eierstöcken und in der Lunge verursachen können. Inwiefern eine sorgsame Kontrolle bei Kosmetikprodukten erfolgt, ist jedoch unklar.
Problematisch ist der Umstand, dass Methoden zum Ausschluss von Asbestverunreinigungen gegebenenfalls unzuverlässig sind und in Studien ein Kausalzusammenhang zwischen Talkumexposition und Krebserkrankung nicht zweifelsfrei erstellt werden kann. Tier- und Zellkulturversuche mit Talk, bei welchen eine Asbestverunreinigung als äußerst unwahrscheinlich gilt, deuten dennoch auf einen kanzerogenen Effekt. Zu betonen ist jedoch, dass das Ausmaß der Exposition zu berücksichtigen ist.
2006 hat die Internationale Agentur für Krebsforschung Talkumpuder als mögliches Karzinogen klassifiziert, wenn es im weiblichen Intimbereich benutzt wird.
Eine Studie konnte nachweisen, dass Frauen, die häufig (zwischen einmal pro Woche bis täglich) Talkumpuder im Genitalbereich anwenden, ein um 40 % höheres Risiko haben, an Eierstockkrebs zu erkranken. Die Verwendung von talkumhaltigen Produkten sollte daher möglichst komplett vermieden werden.
Wegen fehlender Warnhinweise auf seinen talkumhaltigen Produkten ist der US-Kosmetik-Konzern Johnson & Johnson von einem US-Gericht im Februar 2016 zu 72 Millionen Dollar (rund 65 Mio. Euro) Schadenersatz verurteilt worden. Geklagt hatten die Angehörigen einer im Oktober 2015 an Eierstockkrebs gestorbenen Frau, die jahrzehntelang Puder der Firma verwendet hatte. Babypuder aus Talkum ist seit 1893 im Sortiment von Johnson & Johnson, das Puder „Shower to Shower“ wurde 2012 an den kanadischen Konzern Valeant Pharmaceuticals International verkauft. Johnson & Johnson bietet heute auch Babypuder aus Maisstärke an; feuchte Maisstärke kann jedoch – im Gegensatz zu Talkum – einen Nährboden für Hefepilze abgeben.
2017 musste Johnson & Johnson einer Krebspatientin in Kalifornien rund 350 Millionen Euro zahlen. Ein Gericht in Los Angeles verhängte die Rekordstrafe gegen den global agierenden Konzern.
2023 stellt Johnson & Johnson den globalen Vertrieb seines Talk basierten Babypuders ein.

### Sicherheitshinweise
In der Schweiz wurde der MAK-Wert auf 3 mg·m−3 festgelegt.